# Leonard Hurst
Pour les articles homonymes, voir Hurst.
Leonard Hurst, dit Len Hurst, est un athlète britannique spécialiste de la course de fond, né le 28 décembre 1871 et mort le 22 novembre 1937. Il a commencé sa vie comme briquetier et a passé ses 29 dernières années en tant que propriétaire d'un pub.
Il remporte sa première course en 1887 à l'âge de 15 ans, où le prix de 10 £ le qualifie par la suite comme un «professionnel». En 1896, il remporte le marathon de Paris inaugural et réitère sa victoire en 1900 et en 1901,,.
En 1901, il remporte le 25 milles (40,23 km) des championnats du monde à Londres, et en 1903, il bat le record du monde du 25 milles.

## Jeunesse
Leonard Hurst est né dans le Kent, en Angleterre, où il a suivi une formation de briquetier. Hurst remporte sa première course où des adultes peuvent concourir en 1887 à l'âge de 15 ans. La récompense de 10 £ pour les 6 km courus lui donne directement la qualification pour la suite de sa vie comme « athlète professionnel ». Au début de sa carrière, Hurst se spécialise surtout sur des courses plus courtes de demi-fond. Il passe cependant à des distances plus longues en 1893, couvrant notamment 294 km au cours d'un événement de quatre jours.
Son frère Joe est aussi un coureur, terminant sixième du marathon de Paris de 1896 et étant le coéquipier de Len dans l'équipe anglaise au Madison Square Garden Six Day Walk en 1902. Le New York Times rapporte que Len et Joe sont des résidents du quartier Edmonton à Londres en 1902.

## Marathon de Paris

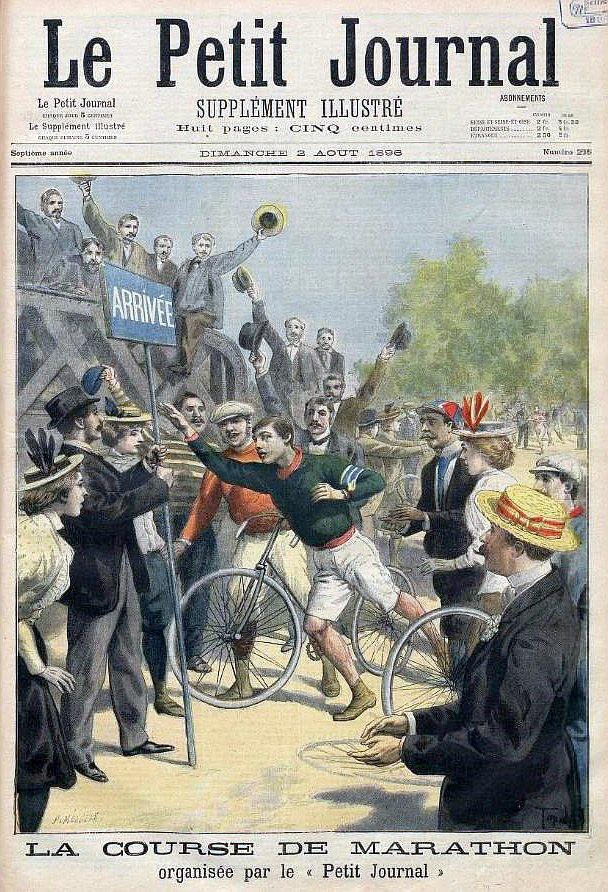
Dessin de Len Hurst dans le Petit Journal en août 1896 après sa victoire au premier marathon de Paris en 2 h 31 min 30 s.

Le 18 juillet 1896, le marathon de Paris inaugural est organisé par Pierre Giffard pour le compte du Petit Journal. L'événement fait suite au succès du marathon lors des premiers Jeux olympiques de 1896 à Athènes. Giffard lance la course devant une foule nombreuse à la Porte Maillot, le parcours continuant jusqu'à Versailles et se terminant devant 2000 spectateurs sur le pont sur la Seine à Conflans-Sainte-Honorine, à une distance approximative de 40 km. Pendant la course, ses rafraîchissements auraient inclus du jus d'orange et une coupe de champagne,. Hurst remporte le prix de 200 francs avec un temps gagnant de 2:31:30, soit 27 minutes plus vite que la marque de 2:58:50 établie par Spiridon Louis de Grèce trois mois plus tôt lors du premier marathon olympique, le 10 avril 1896,. Les performances de Louis et Hurst n'ont jamais été officiellement reconnues comme records du monde du marathon, car la distance n'était alors pas fixée à 42,195 km.
Hurst termine deuxième derrière F. Champion lors de la seconde édition en 1898 puis à nouveau deuxième en 1899 derrière A. Charbonnel,.
En 1900, la course se déroule en sens inverse, partant de Conflans-Sainte-Honorine et se terminant à la Porte Maillot à Paris. Hurst remporte cette cinquième épreuve avec un temps de 2:26.48 .
En 1901, il remporte la sixième édition en 2 heures 34 minutes 52 secondes,.

## Champion du monde et record du monde du 25 milles
Le 23 septembre 1901, Hurst remporte les « 25 Mile World Championships » professionnels qui se déroulent sur le terrain « Tee-To-Tum » de Stamford Hill à Londres.
Deux ans plus tard, le 27 août 1903 sur la même piste, Hurst établit le record du monde professionnel de 2:32:42, pour 25 milles, brisant ainsi le temps amateur de George Dunning de 2:33:44.0 tenant depuis 1881. Hurst, pourtant professionnel, est alors accompagné par des lièvres l'aidant spécifiquement pour briser la marque amateur de Dunning.

## Autres courses
Un mois après avoir remporté le marathon de Paris en 1900, il court 50 kilomètres en 3:36.45.
En 1899, les South London Harriers organisent la première course Londres - Brighton pour les amateurs. En 1903, le London Evening Standard organise un deuxième événement ouvert aux professionnels. Avec 90 autres coureurs, Hurst y participe. Il parcourt les 85 km de course du Palais de Westminster à Brighton en 6 heures, 32 minutes 34 secondes, avec une avance de 40 minutes sur le deuxième.
Le 10 février 1902, le New York Times rapporte que Len et son frère Joe constituent « l'équipe anglaise » lors de la marche des six jours qui débute à Madison Square Gardens avec une audience de 5 000 personnes. L'événement est remporté par les Irlandais-Américains Pat Cavanaugh et Peter Hagelman,.
Le 20 juillet 1902, Len Hurst remporte une course à pied d'une heure à Paris, couvrant 10,5 milles (16,9 km) et terminant devant le français Albert Charbonnell et son compatriote anglais M. Bacon.
Le 30 décembre 1903, l'Otago Witness rapporte que Len Hurst représenterait l'Angleterre au Vélodrome Buffalo à Paris pour une course de cinquante milles. Chaque concurrent est accompagné de deux cyclistes.
Il a remporté un certain nombre de courses de plusieurs jours, dont notamment une édition de la course de Six Jours en relais à deux hommes en 1904.

## Méthodes d'entraînement
L'entraînement de Hurst consiste en 6 à 7 heures de marche et de course sur 10-30 km, répartis sur deux séances par jour. En 1896, il est entraîné par M. Boon,.
En 1908, Hurst donne des détails sur son entraînement dans le livre Running Recollections and How to Train écrit par Alf Downer. Elle est conçue pour des épreuves de 15 à 50 milles (80,47 km), et il conseille à tous les coureurs de longue distance d'inclure n'importe quelle quantité d'exercice de marche. Son programme quotidien suggéré est : lever à six heures suivie d'une marche régulière jusqu'à 8h30. Déjeuner. Repos jusqu'à 9h45 puis marche jusqu'à 11h suivi d'un trois milles (5 km) à la course. Repas à 12h45 suivi d'un repos sur un lit jusqu'à 3h. Une heure de marche suivie d'un trois milles (5 km) à la course. Thé à 5h30 suivi d'une balade de 6h30 à 8h30. Enfin détente jusqu'au coucher à dix heures.
Selon Tim Noakes, Len Hurst, comme Charles Rowell, Arthur F. H. Newton et Clarence DeMar, atteint la performance sans trop prêter attention à l'entraînement fractionné et à la vitesse.

## Mort et commémoration
Après avoir pris sa retraite sportive en 1908, Hurst dirige un pub pour le reste de sa vie. En 1937, à l'âge de 65 ans, il meurt d'une cirrhose du foie.
Depuis la renaissance de la course de Londres à Brighton en 1951, la « ceinture Len Hurst » est décernée à l'équipe gagnante. Ce prix est la véritable ceinture de championnat décernée à Len Hurst en 1903,.